# Borgerlig släkt
Borgerlig släkt är en familj som inte tillhör adeln. Begreppet introducerades under 1900-talet och är skilt från det äldre ståndet borgare. Det har samma breda betydelse som "borgerlig vigsel" som alternativ till "kyrklig vigsel". Ordet introducerades som ersättning för det äldre ofrälse, det vill säga alla utom frälset, som hade sitt ursprung i ståndssamhället och dit borgare och bönder räknades, från 1527 även präster, samt deras jordegendom.
Inom heraldiken har adliga släkter släktvapen som fastställs vid introduktion till riddarhus och motsvarande. En borgerlig släkt kan också ta fram släktvapen, och det kallas då ett borgerligt vapen.